# اوموتنایا
اوموتنایا (به لاتین: Omutnaya) یک منطقهٔ مسکونی در روسیه است که در سرزمین آلتای واقع شده‌است.